# Leudegisèle
Leudegisèle ou Leudégisile est un évêque de Reims du VIIe siècle, le 22e selon la liste épiscopale.

## Biographie
Leudegisèle est issu d'une famille noble et a pour frère Attilo ou Attelanus qui est évêque de Laon,,,.
Le positionnement politique d'Attilo  qui soutient le maire du palais Wulfoald contre Ébroïn, laisse penser que Leudegisèle et Attilo appartiennent tous deux au clan  des Wulfoald-Gunduin, c'est-à-dire à la famille des Agilolofing. Il est peut-être neveu de la reine Nantilde.
Leudegisèle est élu évêque de Reims à la suite de Sonnace. Il est évêque de vers 629 à vers 638. En 633 il participe à l'installation de Aubert évêque de Cambrai. Il est cité dans plusieurs chartes dont celles fixant des échanges de terres avec le diocèse de Laon où se trouve Attilo. La date de décès de Leudegisèle et d'accession à l'évêché de Reims de son successeur Englebert n'est pas précisément connue, mais semble se situer vers 639-643. On ne connaît pas le lieu de sa sépulture.